# Prisma (wiskunde)

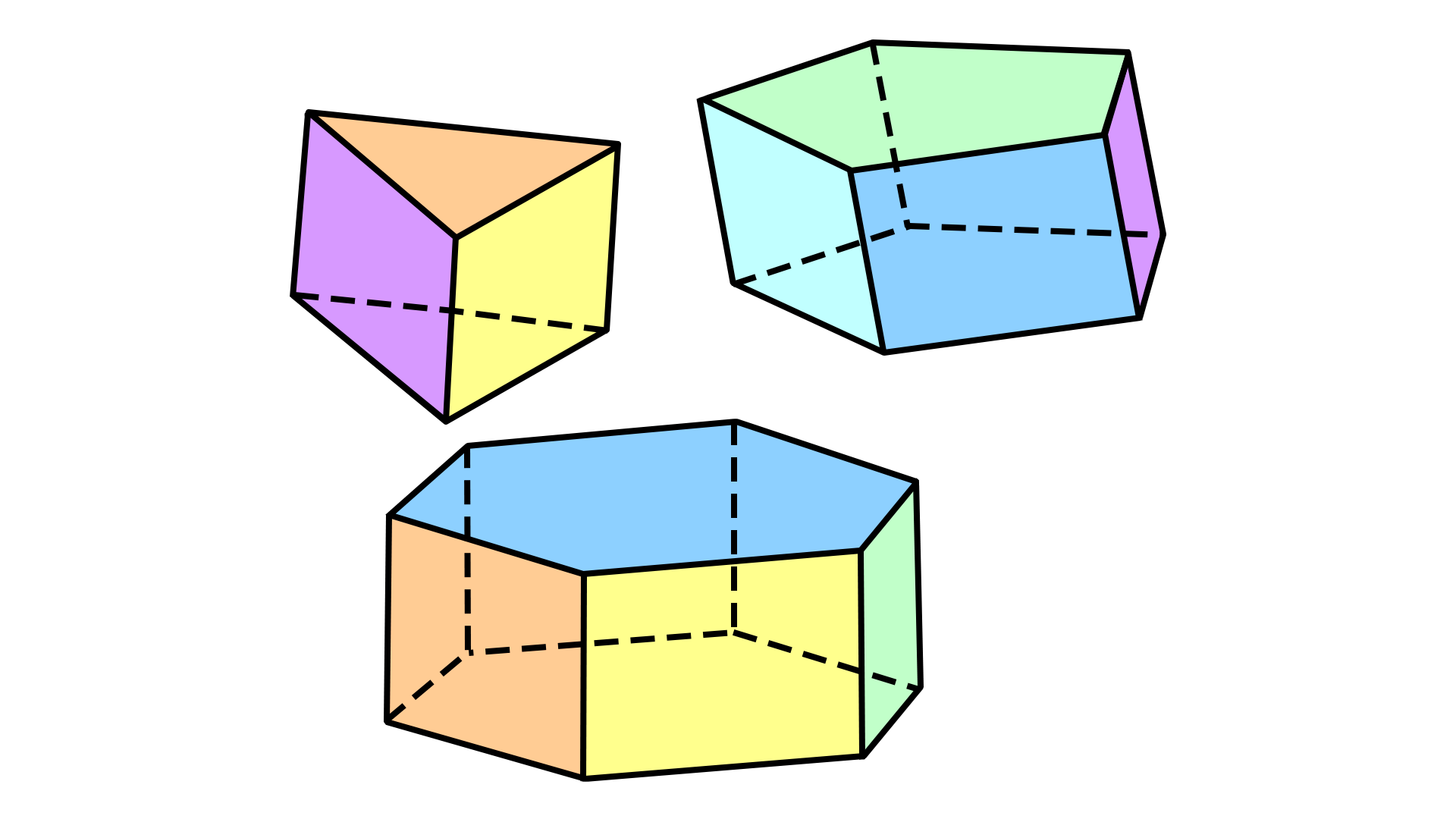
Diverse prisma’s

A recht prisma
B scheef prisma

In de meetkunde is een prisma een veelvlak met als grond- en bovenvlak twee congruente en evenwijdige veelhoeken, die niet ten opzichte van elkaar zijn geroteerd en die door parallellogrammen met elkaar zijn verbonden. Alle doorsnedes, die  evenwijdig aan het grondvlak van het prisma liggen, zijn dus congruent. Het grondvlak van een prisma heeft drie of meer hoekpunten.
Pentaprisma's zijn er een voorbeeld van. Pentaprisma's en prisma's in het algemeen, in glas uitgevoerd, worden veel in de geometrische optica gebruikt. Het licht gaat door pentaprisma's een andere weg dan door optische prisma's. Een prisma is in de algemenere zin een cilinder. Grond- en bovenvlak zijn vaak een regelmatige veelhoek.
Prisma komt uit het Grieks: πρίσμα, prisma, iets dat is gezaagd. Prisma komt voor het eerst in de Elementen van Euclides voor, van omstreeks 300 v.Chr.

## Verschillende vlakken
Een recht prisma is een prisma, waarin de ribbes en zijvlakken die de beide grondvlakken met elkaar verbinden, daar loodrecht op de staan. Dit houdt in dat de verbindende zijvlakken rechthoeken of vierkanten zijn. Als de verbindende ribben en zijvlakken niet loodrecht op het grondvlak staan, spreekt men van een scheef prisma.
Een kubus is een prisma. Wanneer het grond- en bovenvlak van een lichaam twee regelmatige veelhoeken, maar geen vierkant, zijn, maar de zijvlakken ertussen wel vierkant, is het lichaam een halfregelmatig veelvlak. Een parallellepipedum is een prisma waarvan het grondvlak een parallellogram is, of anders gezegd, een veelvlak dat uit zes zijvlakken bestaat die allemaal een parallellogram zijn. Een romboëder is zo'n parallellepipedum, daar zijn alle zijvlakken van een ruit.
Het duale veelvlak van een recht prisma is een bipiramide. De prisma’s vormen een deelverzameling van de prismatoïden.

## Volume
Het volume van een recht prisma met {\displaystyle G} de oppervlakte van het grondvlak en {\displaystyle h} de hoogte, dus loodrecht op dat grondvlak, is {\displaystyle G\times h}. Dit geldt ook voor scheve prisma’s.

## Varianten
Er bestaan nog meer varianten, bijvoorbeeld
- Pentagonaal prisma
- Hexagonaal prisma
- Decagonaal prisma
- Sterprisma, bijvoorbeeld pentagramprisma
- Samengestelde veelvlakken van twee of meer congruente prisma's door elkaar, bijvoorbeeld met een hexagram als grondvlak

Een antiprisma is een gedraaid prisma. De zijvlakken, die het grond- en bovenvlak met elkaar verbinden, zijn driehoeken.